# إصلاح التعليم
إصلاح التعليم هو الاسم الذي تم إطلاقه على العملية السياسية ذات الهدف المتمثل في تحسين التعليم العام. فالتطويرات الصغيرة التي تحدث في التعليم، بشكل نظري، يكون لها عوائد اجتماعية ضخمة، في الصحة، وفي الثروة، وفي الرفاهية. ومن الناحية التاريخية، أخذت الإصلاحات أشكالاً مختلفة لأن دوافع الإصلاحيين كانت تختلف.
ومن بين الدوافع المعلنة تقليل التكلفة على الطلاب وعلى المجتمع. ومن العصور القديمة وحتى بدايات القرن التاسع عشر، كان هناك هدف وهو تقليل نفقات التعليم الكلاسيكي. وبشكل نموذجي، كان يتم تنفيذ التعليم الكلاسيكي من خلال معلم شخصي حاصل على درجة عالية من التعليم ويعمل بدوام كامل (ويكون مكلفًا للغاية). ومن الناحية التاريخية، لم يكن ذلك متاحًا إلا للطبقة فاحشة الثراء. وقد كانت الموسوعات والمكتبات العامة والمدارس المتوسطة المتخصصة مجرد أمثلة للإبداعات التي كانت تهدف إلى تقليل تكاليف التعليم الكلاسيكي.
وهناك إصلاحات أخرى ذات صلة كانت تحاول تطوير النتائج الكلاسيكية المشابهة من خلال التركيز على الأسئلة التي تبدأ بـ «لماذا» و«أي»، التي كان التعليم الكلاسيكي يهملها. ويمكن أن تضم الإجابات المجردة والاستقرائية لهذه الأسئلة، بشكل نظري، كميات كبيرة من الحقائق في مبادئ قليلة بشكل نسبي. وقد اتخذ هذا المسار بعض المعلمين الفائقين، مثل آموس برونسون ألكوت.
وفي بدايات العصر الحديث’ تم إصلاح المدارس الفيكتورية من أجل تدريس المواد المفيدة من الناحية التجارية، مثل اللغات الحديثة والرياضيات، بدلاً من المواد الكلاسيكية، مثل اللغة اللاتينية واللغة اليونانية.
وقد ركز العديد من الإصلاحيين على إصلاح المجتمع من خلال إصلاح التعليم عبر المزيد من المبادئ العلمية أو الإنسانية أو النفعية أو الديمقراطية. ويعد جون ديوي وآنتون ماكارينكو من الأمثلة البارزة لأولئك الإصلاحيين.
وقد قام بعض الإصلاحيين بالدمج بين دوافع متعددة، على سبيل المثال ماريا مونتيسوري، والذين كانوا يقومون بالتعليم «لأغراض السلام» (هدف اجتماعي) و«الوفاء باحتياجات الأطفال» (هدف إنساني).
وفي بروسيا التاريخية، كان الدافع المهم المتعلق بابتكار دور الحضانة يهدف إلى رعاية الوحدة القومية من خلال تعليم اللغة القومية أثناء كون الأطفال في سن صغيرة تسمح بسهولة تعلم اللغة.
وقد أخذ الإصلاح العديد من الأشكال والاتجاهات. وخلال التاريخ والفترات المعاصرة، تغير معنى وأساليب التعليم من خلال المناظرات التي تدور حول ماهية نتائج المحتويات أو الخبرات لدى الفرد المتعلم أو المجتمع المتعلم.
وربما يتم تطبيق التغييرات من خلال المعلمين على حدة و/أو مؤسسات المدارس واسعة النطاق و/أو من خلال تغييرات المناهج مع تقييم الأداء.

## التاريخ المبكر

### العصور الكلاسيكية
لقد كان أفلاطون يرى أن الأطفال لن يتعلموا إلا إذا كانوا يرغبون في التعلم. وفي كتابه الجمهورية، قال: «. إن التعليم الإجباري لا يعلق مطلقًا بالذاكرة».
وقد أثير جدل تعليمي واسع النطاق في وقت الإمبراطورية الرومانية بعد أن لاقت المسيحية قبولاً كبيرًا. وقد كان السؤال الذي يدور حوله ذلك الجدل يتعلق بالقيم التعليمية للتفكير الكلاسيكي خلال فترة ما قبل المسيحية: «مع الأخذ في الاعتبار أن جسد المعرفة لدى الرومان في فترة ما قبل المسيحية كان وثنيًا في الأصل، فهل كان من الآمن تعليمه للأطفال المسيحيين؟»

### الإصلاحات الحديثة
رغم حدوث الإصلاح التعليمي على مستوى محلي في العديد من الأوقات عبر التاريخ، إلا أن المفهوم المعاصر لإصلاح التعليم يرتبط بانتشار التعليم الإجباري - ولم تصبح إصلاحات التعليم ذائعة الانتشار إلا بعد أن تم تقنين «إصلاح» الدراسة المنظمة بشكل كافٍ.
وفي العالم المعاصر، زاد النمو الاقتصادي وانتشار الديمقراطية من قيمة التعليم، كما زاد من أهمية ضمان أن يتاح لكل الأطفال والكبار القدرة على الوصول إلى تعليم عالي الجودة وشديد الفاعلية. وتقوم إصلاحات التعليم الحديثة بشكل متزايد على التفاهم المتنامي لما يمكن أن يفيد في التعليم، وكيف يمكن تحسين التعليم والتعلم في المدارس بشكل ناجح.

### إصلاحات التعليم الكلاسيكي
كان التعليم الكلاسيكي الذي كان يتم تدريسه في فترة القرنين الثامن عشر والتاسع عشر يفتقد إلى ميزات كانت بمثابة مصدر الإلهام للإصلاحيين. لقد كان التعليم الكلاسيكي يركز بشكل كبير على الإجابة على الأسئلة التي تبدأ بـ «من» و«ماذا» و«أين» و«متى»، والتي كانت تهم أغلبية الطلبة. وبشكل طبيعي، كان تعليم المجموعات يتجاهل الأسئلة النظرية التي تبدأ بـ «لماذا» و«أي»، والتي كانت تهم عددًا كبيرًا للغاية من الطلاب، ما لم يكن التعليم يجري بكل عناية.
كما أن التعليم الكلاسيكي في هذا الوقت كذلك لم يكن يهدف إلى تعليم اللغات والثقافات. وبدلاً من ذلك، كان يتم تعليم اللغات القديمة (اليونانية واللاتينية) وثقافاتها. وقد أدى ذلك إلى ظهور تأثيرات اجتماعية غريبة يمكن أن تكون الطبقة المفكرة بها أكثر ولاءً للثقافات والمؤسسات القديمة أكثر من ولائهم للغاتهم العامية الأم والهيئات الفعلية التي تحكمهم.

## اقتصاديات التعليم في القرن التاسع عشر
قبل ظهور المدارس العامة التي تمولها الحكومة، كان الوضع التعليمي الرئيسي لأولئك المنتمين إلى الطبقات الدنيا يتمثل في المدارس الخيرية، التي كانت رائدة خلال القرن التاسع عشر من خلال المنظمات البروتستانتية وتم تعديلها لكي تستخدمها الكنيسة الرومانية الكاثوليكية والجهات الحكومية. ونظرًا لأن هذه المدارس كانت تعمل من خلال ميزانيات ضئيلة للغاية وكانت تحاول خدمة أكبر عدد ممكن من الأطفال المعوزين قدر الإمكان، فقد كانت العوامل الاقتصادية ذات أهمية كبيرة في إطار تصميم تلك المدارس.
والبرنامج الأساسي كان يتمثل في تطوير مدارس متوسطة «متخصصة». وكانت هذه المدارس لا تدرس إلا النحو وإمساك الدفاتر. ويسمح هذا البرنامج للناس بإنشاء الأعمال من أجل تحقيق المكاسب والأموال، كما كان يوفر لهم القدرات اللازمة لمتابعة تعليمهم بشكل غير مكلف من الكتب. وقد كان «النحو» أول ثُلث للنظام السائد حينها للتعليم الكلاسيكي.
ولقد حدث التطوير المطلق للمدارس المتوسطة المتخصصة على يد جوزيف لانكاستر وآندرو بل، واللذين قاما بتطوير نظام المراقبة. وقد بدأ لانكاستر كعضو في جماعة دينية (Quaker) في بدايات القرن التاسع عشر في لندن. أما بل، فقد أنشأ مدرسة مادراس في الهند. ونظام المراقبة يستخدم الطلبة الأكثر تقدمًا للتدريس للطلبة الأقل تقدمًا، مما يصل بالنسبة بين الطلاب والمدرسين إلى طالبين لكل مدرس، وهي نسبة ضئيلة للغاية، مع تعليم أكثر من ألف طالب على يد كل شخص كبير. وقد قام لانكاستر بتطوير هذا النظام في منشور أطلق عليه اسم التحسينات في التعليم (Improvements in Education)، والذي انتشر انتشار النار في الهشيم بين الدول الناطقة باللغة الإنجليزية.
وكان الانضباط والعمل في مدرسة لانكاستر يتم من خلال نظام اقتصادي محدد. فقد تم عمل السهم (Scrip)، وهو شكل من أشكال النقود التي لا تكون لها قيمة خارج المدرسة، مقابل سعر صرف ثابت، من الرسوم الدراسية للطلاب. وكان الطلبة يقدمون عطاءاتهم على كل وظيفة في المدرسة باستخدام الأسهم. وكان صاحب أعلى عطاء يحصل على الوظيفة. ومع ذلك، فإن أي معلم من الطلبة يمكن أن يقوم بعمل عطاءات على المناصب في فصله. وبالإضافة إلى التعليم، كان يمكن للطلبة شراء الطعام والمستلزمات المدرسية والكتب ووسائل الترف الخاصة بالأطفال من متجر في المدرسة من خلال الأسهم. وكان المشرفون كبار السن يحصلون على رواتبهم من العطاءات التي تتم على الوظائف.
ومن خلال الاقتصاديات الداخلية كاملة التطوير، كانت مدارس لانكاستر توفر التعليم المتوسط المتخصص مقابل تكلفة تساوي تقريبًا 40 دولارًا أمريكيًا لكل طالب في العام في عام 1999. وقد كان الطلبة مهرة للغاية في تقليل نفقاتهم، وبمجرد أن يتم اختراع أي تحسينات، فإنها كانت تنتشر انتشار النار في الهشيم في المدارس. على سبيل المثال، كان الطلاب في لانكاستر، يقومون بإيجار صفحات معينة من الكتب المدرسية من مكتبة المدرسة، بهدف تقليل نفقاتهم من الأسهم، ثم قراءة تلك الصفحات في شكل مجموعات حول المنصات الموسيقية من أجل تقليل تكاليف الكتب المدرسية. وكان يتم تبادل التعليم، واستخدام الإيصالات من خلال «التعليم للمراحل الأقل» من أجل الدفع.
وغالبًا ما كانت مدارس لانكاستر تفتقد إلى الإشراف الكافي من الكبار. ونتيجة لذلك، كان الأطفال الكبار الذين يراقبون الانضباط والنظام يميلون إلى أن يصبحوا أكثر وحشية. وبالإضافة إلى ذلك، لم تكن المدارس تقوم بتعليم الانقياد للمعتقدات المسيحية الأرثوذكسية أو الجهات الحكومية. ونتيجة لذلك، قامت معظم الدول الناطقة باللغة الإنجليزية بتطوير التعليم الإجباري المدفوع من الحكومة بشكل صريح من أجل الإبقاء على التعليم العام بين أيادٍ «مسئولة». وقد قال هؤلاء الأفراد من النخبة إن مدارس لانكاستر يمكن أن تصبح غير أمنية، وأن توفر تعليمًا ضعيف المستوى وأنها لم تكن خاضعة للمحاسبة أمام السلطات المقررة.
وقد رد على ذلك داعمو لانكاستر بأن قالوا إن أي طالب في المدرسة يمكنه أن يتجنب الغش والخداع، إذا سنحت له الفرصة لذلك، وأن الحكومة لم تكن تدفع مقابل التعليم، وبالتالي لم تكن تستحق أن تتحدث عن تكوين تلك المدارس.
ورغم أن لانكاستر كان يحفزه الجانب الخيري، إلا أنه قال في كتيباته إنه اندهش لاكتشاف أنه عاش جيدًا على دخل مدرسته، رغم أن تكاليفها المنخفضة جعلتها متاحة لأفقر أطفال الشوارع.
ومن المفارقات أن لانكاستر عاش على الإحسان من أصدقائه في حياته التالية.

## الإصلاحات التقدمية في أوروبا والولايات المتحدة
لقد تم استخدام المصطلح تقدمي في التعليم بدون تمييز إلى حد ما، وهناك مجموعة من أنواع التقدمية التعليمية، حيث وصلت أغلب الأنواع الهامة تاريخيًا إلى أوجها في الفترة بين أواخر القرن التاسع عشر ومنتصف القرن العشرين.

### دراسات الأطفال
لقد أطلق على جان جاك روسو اسم الأب الروحي لحركة دراسات الأطفال. وقد قيل إن روسو قد «اكتشف ماهية» الطفل (كعنصر للدراسات).
والعمل الرئيسي لروسو حول التعليم هو Emile: Or, On Education، حيث وضع فيه برنامجًا تعليميًا لتعليم الأطفال الافتراضيين حديثي الولادة وحتى مرحلة البلوغ. وقد قدم روسو نقدًا مزدوجًا لرؤية التعليم المحددة في كتاب جمهورية أفلاطون (Plato's Republic)، بالإضافة إلى مجتمع أوروبا المعاصرة له والأساليب التعليمية التي رأى أنها تساهم في ذلك. وقد رأى أن الشخص يمكن أن ينظر إليه على أنه رجل أو مواطن، وفي حين أن خطة أرسطو ربما تناصر الثاني على حساب الأول، إلا أن التعليم المعاصر فشل في كلتا المهمتين.
وقد كان يناصر سحبًا عنصريًا للأطفال من المجتمع ومن العملية التعليمية التي كانت تستفيد من القدرات الطبيعية للطفل وفضوله، من خلال تدريسه عن طريق مواجهته بعقبات تتم محاكاتها من الحياة الحقيقية وتكييفها حسب الخبرة بدلاً من تدريسها بشكل فكري.
ونادرًا ما كان يتم تنفيذ أفكاره بشكل مباشر، إلا أنها كانت مؤثرة على المفكرين فيما بعد، خصوصًا جوان هينريش بستالوزي وفريدريش ويلهيلم أوجوست فروبيل، الذي اخترع دور الحضانة.

## التعليم الرقمي
التعليم الرقمي تضمن استخدام أجهزة الكمبيوتر بشكل كبير في التعليم بطبيعة الحال العديد من الأفكار والأساليب التربوية، بما أن هناك العديد من الاستخدامات لأجهزة الكمببوتر الرقمية على سبيل المثال حقيقة أن أجهزة الكمبيوتر جيدة في الرياضيات تؤدي إلى استخدام الآلآت الحاسبة في تعليم الرياضيات، كما أن قدرات الإتصال بالإنترنت تجعلها مفيدة في المشاركة وتعلم اللغة الأجنبية، وقدرة الكمبيوتر على محاكاة الأنظمة الفيزيائية تجعله مفيدًا في تدريس اللغة وفي كثير من الأحيان تدور مناقشة إصلاح التعليم الرقمي حول التطبيقات العامة لأجهزة الكمبيوتر التعليمية مثل الاختبارات الإلكترونية والفصول عبر الإنترنت.
دفعت فكرة خلق الذكاء الاصطناعي بعض علماء الكمبيوتر إلى الاعتقاد بأن المعلمين يمكن إستبدالهم بأجهزة الكمبيوتر من خلال نظام معين؛ ومع ذلك فقد ثبت أن محاولات تحقيق ذلك صعبة فقد أصبح الكمبيوتر الآن أكثر فهمًا ليكون أداة ومساعدًا للمعلم والطالب.
تسخير ثراء الإنترنت هو هدف آخر في بعض الحالات؛ حيث يتم نقل الفصول الدراسية بالكامل عبر الإنترنت، بينما في حالات أخرى يكون الهدف هو معرفة كيف يمكن أن يكون الإنترنت أكثر من فصل دراسي.
البرامج التعليمية الدولية القائمة على الويب قيد التطوير من قبل الطلاب في جامعة نيويورك واستنادا إلى الاعتقاد بأن المؤسسات التعليمية الحالية جامدة للغاية فإن التعليم الفعال ليس روتينيًا والطلاب ليسوا سلبيين وأسئلة الممارسة غير قابلة للتنبؤ أو موحدة. يتيح البرنامج الدورات التدريبية التي تناسب قدرات الفرد الخاصة من خلال التقيمات المتعددة والمتكررة. وتشمل الأهداف النهائية مساعدة الطلاب على أن يكون لديهم الدافع الجوهري لتثقيف انفسهم ومساعدة الطالب على تحقيق الذات. وتتم إعادة صياغة الدورات التدريبية والتي تدرس في الكلية فقط؛ حيث يمكن تدريسها لأي مستوى من طلاب المدارس الابتدائية وأن يتعلموا أسس أي موضوع يرغبون فيه؛ مثل هذا البرنامج لديه القدرة على إزالة وجه القصور البيروقراطية في التعليم في البلدان المتقدمة، ومع تناقص الفجوة الرقمية ساعد الدول النامية على تحقيق نوعية مماثلة من التعليم بسرعة. فبإستخدام تنسيق مفتوح مشابه لويكيبيديا يجوز لأي معلم تحميل دوراته عبر الإنترنت وسيساعد نظام التعليقات الطلاب على اختيار الدورات ذات الصلة من أعلى مستويات الجودة ويمكن للمدرسين توفير روابط في دوراتهم الرقمية لبث مقاطع فيديو على الإنترنت لمحاضراتهم. سيكون لدى الطلاب ملفات شخصية أكاديمية وسيتيح للطلاب طرح أسئلة معقدة بينما يتم الرد على الأسئلة البسيطة تلقائيًا بواسطة البرنامج عن طريق البحث في قاعدة بيانات المعرفة، والتي تتضمن جميع الدورات والموضوعات المتاحة.
وقد بدأ القرن الحادي والعشرون بقبول وتشجيع أبحاث الإنترنت التي أجريت في الحرم الجامعى والمنازل وحتى مناطق تجمع مراكز التسوق. إضافة مقاهي الإنترنت في الحرم الجامعى والمقاهي، وإعادة أجهزة الاتصالات في المكتبات وتوفير المزيد من أجهزة التكنولوجيا المحمولة فتح عالمًا من الموارد التعليمية. كان توفير المعرفة للصفوة دائمًا واضحًا، حتى تسجيلات الأدوات اللآاسلكية في المكتبات جعل إتاحة المعلومات ممكنة لمعظم الاشخاص. بحثت كاسندرا ب. وايت عن مستقبل استخدام الكمبيوتر في التعليم العالى مع التركيز على شؤون الطلاب على الرغم من أنه تم اعتباره في البداية أداة لجمع البيانات والإبلاغ عن النتائج، إلا أن استخدام تكنولوجيا الكمبيوتر في الفصول الدراسية ومناطق الاجتماعات والمنازل استمر في التطور وتلاشى الاعتماد على الموارد الورقية للحصول على المعلومات، ومن المتوقع ان تصبح الكتب والمقالات الإلكترونية بالإضافة إلى الدورات عبر الإنترنت خيارات اختيارية متزايدة وبتكلفة معقولة تقدمها مؤسسات التعليم العالى وفقًا لما ذكرته وايت في عرضها التقديمى عام 2002.
الفصول الدراسية المتقلبة هي إتجاه في التعليم الرقمي اكتسب قوة دفع كبيرة، يشير وييل ريتشاردسون الكاتب والرُؤي في مجال التعليم الرقمى إلى المستقبل غير البعيد والإمكانيات التي لا حصر لها للإتصالات الرقمية المرتبطة بتحسين التعلم والتعليم ككل وككيان مستقل كان بطيئًا في تبني هذه التغيرات وربط استخدام أدوات الويب مثل الويكي والمدونات ومواقع التواصل الإجتماعى بزيادة الفاعلية الكلية للتعليم الرقمي في المدارس وجدت أمثلة على قصص نجاح المدرسين والطلاب حيث تجاوز التعليم حجرة الدراسة وانتشر في المجتمع .
وللأبداع اهمية في تحسين التعليم حيث يتحلى المعلمون المبدعون بالثقة من خلال التدريب وتوافر الدعم والموارد. يتم تشجيع هؤلاء المعلمين بقوة على تبني مراقبة وتطوير سيكولوجية المعلم قبل ذلك مع ربط الآلآت المنتشرة، كما تم الهام المعلمين من خلال الابتكار. قد دفعت سرعة الابتكار الناس إلي أنواع الوسائط وفهمهم لها في خطوات سريعة لكسر الأرقام القياسية، هذه العملية بمثابة حافز للاتجاه الإبداعي والأساليب الجديدة للابتكار.
لاتزال وسائل الإعلام الرسمية مؤثرة للغاية ووسيلة يكتسب منها الابتكار نفوذه والإعلام في منافسة مباشرة مع المؤسسات التعليمية وتشكيل عقول اليوم والغد. فقد لعبت وسائل الإعلام دورًا فعالًا في دفع المؤسسات التعليمية إلى أن تصبح أكثر ذكاءً في أساليبها؛ بالإضافة إلى ذلك كان الإعلام ومازال قوة حيوية في تشكيل أنماط تفكير الطلاب وأولياء الأمور.
التكنولوجيا هي كيان ديناميكي يتغير باستمرار ومع مرور الوقت ستستمر التقنيات الجديدة في كسر النماذج وستعيد تشكيل التفكير البشري فيما يتعلق بالابتكار التكنولوجي. يؤكد هذا المفهوم على الانفصال بين المعلمين والمتعلمين والفجوة المتزايدة التي بدأت منذ بعض الوقت. يؤكد ريتشاردسون على أن الفصول الدراسية التقليدية سوف تدخل في حالة ضعف مالم يزيد المدرسون من مستوى السهولة والبراعة في استخدام التكنولوجيا
لا يُستثنى المسؤلون من الانفصال التكنولوجي ويجب أن يدركوا وجود جيل أصغر من المعلمين الذين ولدوا خلال العصر الرقمي وهم مرتاحون جدًا، ومع ذلك فعندما يجتمع القديم والجديد خاصة في حالة التوجيه يكون الصراع محتمًا ومن المفارقات أن الإجابة على معلم تقليدي قد تكون بالتعاون الرقمي مع شبكات الموجهين في جميع أنحاء العالم والتي تتألف من الأفراد والابتكار والإبداعية للفصل الدراسى. إضافة أخرى ملحوظة للتعلم الرقمي ففي عام 2009 التحق أكثر من 3 ملايين طالب من المرحلة الثانية عشر بدورة عبر الإنترنت، مقارنة بعام 2000 حيث حضر 45000 طالب دورة عبر الإنترنت، تتضمن أمثلة التعليم الحديث على الإنترنت، التعليم التقليدي والتعليم الحديث وتُظهر نتائج البحوث أن التعليم الأكثر فاعلية يحدث في صيغة ممزوجة. يسمح ذلك للأطفال بمشاهدة المحاضرة مبكرًا ثم قضاء وقت داخل الفصل في التدريب على ما تعلموه من قبل تحسينه وتطبيقه.

## وصلات خارجية
- إصلاح التعليم على مشروع الدليل المفتوح